# José Bustamante (football, 1921)
Pour les articles homonymes, voir Bustamante et José Bustamante.
José Bustamante Nava (né le 5 mars 1921 en Bolivie et mort à une date inconnue) était un joueur international de football bolivien, qui évoluait au poste de défenseur.

## Biographie

### Club
Durant sa carrière de club, il a joué dans le club bolivien du Litoral La Paz.

### International
Il est surtout connu pour avoir été sélectionné par l'entraîneur italien Mario Pretto pour disputer la coupe du monde 1950 au Brésil avec l'équipe de Bolivie, où son équipe ne passe pas le 1er tour, éliminée par le futur champion du monde, l'Uruguay.